# Chlosyne newcombi
Chlosyne newcombi är en fjärilsart som beskrevs av Comstock 1926. Chlosyne newcombi ingår i släktet Chlosyne och familjen praktfjärilar. Inga underarter finns listade i Catalogue of Life.